# Brie (Somme)
Brie é uma comuna francesa na região administrativa de Altos da França, no departamento de Somme. Estende-se por uma área de 6,89 km². Em 2010 a comuna tinha 332 habitantes (densidade: 48,2 hab./km²).